# Baetulo
La ciudad romana de Baetulo configura un yacimiento arqueológico de primer orden de la época romana en España. En él han trabajado ilustres arqueólogos y estudiosos, entre otros J. de C. Serra i Ráfols, Gaietá Soler, J. Font i Cussó y J. M. Cuyás.

## Arqueología
En el subsuelo del centro histórico de Badalona, la arqueología ha ido poniendo al descubierto, desde el siglo XVIII y sobre todo desde finales del siglo pasado, numerosos restos de la antigua ciudad. Baetulo aparece ya mencionada en las fuentes clásicas, que la califican de «parvus oppidum» (Pomponio Mela) y de «oppidum civium romanorum» (Plinio el Viejo). A partir de la epigrafía encontrada en el yacimiento –sobre todo a partir de la serie de inscripciones honoríficas halladas al hacer los fundamentos de la iglesia de Santa María y de la tabula de hospitalidad y de patronaje entre los habitantes de la ciudad y un personaje ilustre, fechada del año 98 de nuestra era–, se han podido identificar restos arqueológicos como los de la antigua Baetulo. 
La ciudad fue fundada «ex novo» hacia el año 100 a. C. con pervivencia documentada hasta el siglo VI d. C. y con continuidad ininterrumpida hasta la actualidad. Estaba emplazada en una pequeña elevación entre dos torrentes, el de Folc y el de Matamoros, cercana al mar y con comunicaciones abiertas y buenas posibilidades agrícolas en las cercanías. La ciudad fundacional tenía una extensión de 10 hectáreas y estaba rodeada de una muralla que alternaba las torres de defensa cuadradas y semicirculares. Su distribución urbanística seguía un plano ortogonal, orientado de noroeste a sureste, con los ejes transversales paralelos a la costa y adaptándose a la topografía del terreno por medio de un sistema de bancales que permitía salvar las pendientes de la colina donde se asentaba la ciudad. El interior estaba distribuido en insulae o islas de casas, con calles de cinco metros de ancho. 
De entre los restos arquitectónicos exhumados y conservados in situ hay algunas piezas realmente excepcionales por su significado y estado de conservación. Destacan el edificio termal del siglo I a. C., visitable en el sótano del Museo Municipal, uno de los primeros ejemplares de este tipo de edificio en la península ibérica; la domus de atrio central de la calle Lladó, de similar cronología, ejemplar muy característico de casa itálica, con mosaicos que pavimentan sus diferentes habitaciones; el edificio público de una zona cercana al área del foro, así como los restos de la muralla reforzada con torres adosadas, los quicios de bronce que sustentaban la puerta de acceso a la ciudad y un tramo de un gran conducto de agua con bóveda de cañón. Todos estos restos nos muestran un modelo urbanístico propio de las fundaciones coloniales romanas de esta época, con un tipo de edificios públicos y privados que reproducen la arquitectura de las ciudades italianas del momento, así como las formas de vida y modas decorativas. 
El eje principal de la economía de Baetulo fue la comercialización y exportación de la producción del vino cultivado en las villas romanas de las cercanías, llegando a ser un ejemplo más del concepto romano de la ciudad como entidad formada indisolublemente por el núcleo urbano y su territorio.

## Véase también

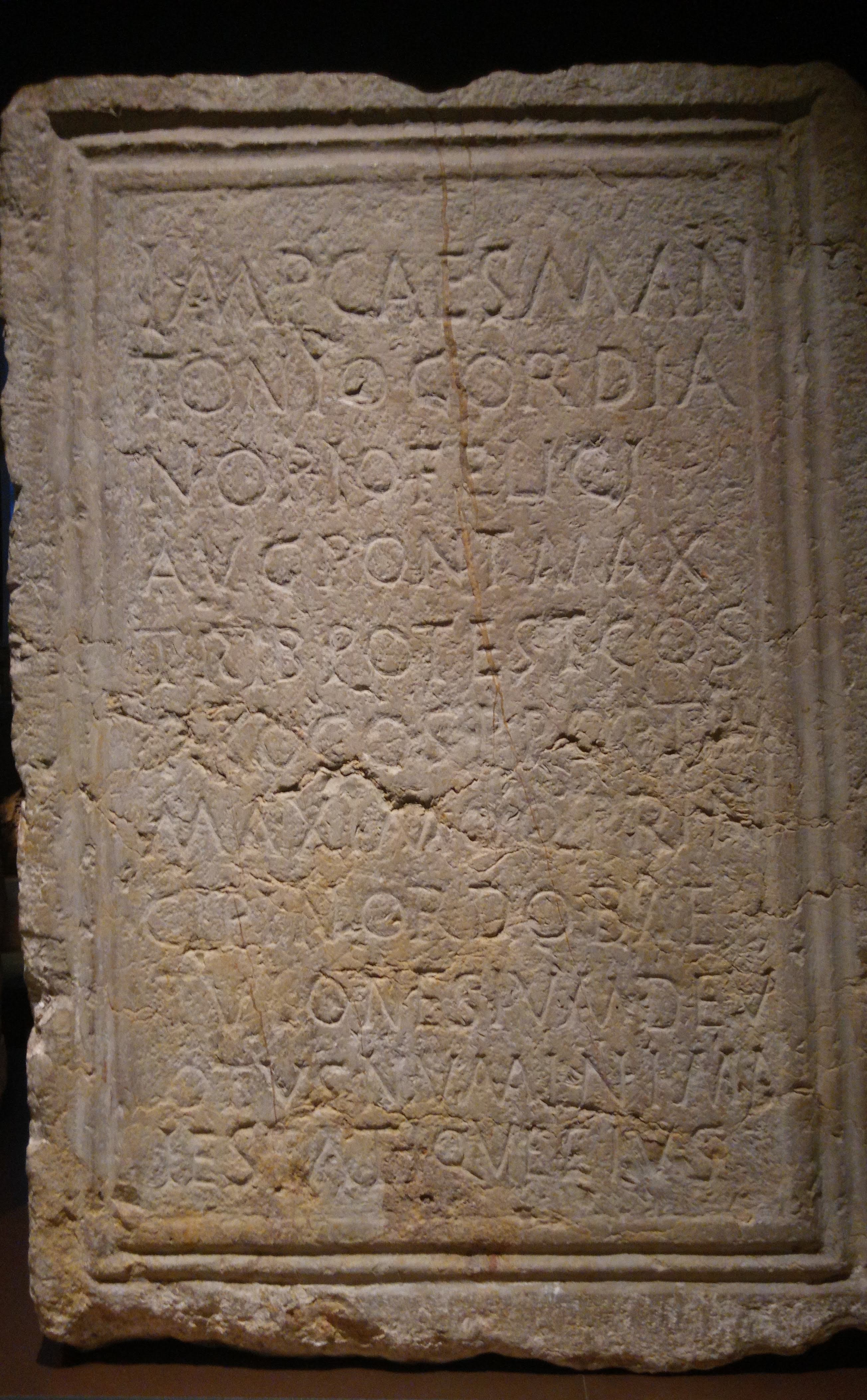
Inscripción honoraria procedente de Baetulo (Badalona, Barcelona, España) dedicada ordo decurionis a Gordiano III.